# 如月 (初代神風型駆逐艦)
|          | |
| 艦歴     | |
| 計画     | 明治37年度臨時軍事費                                                                                            |
| 起工     | 1904年9月10日                                                                                                   |
| 進水     | 1905年9月8日 |
| 就役     | 1905年10月19日                                                                                                  |
| その後   | 1905年12月12日駆逐艦に種別変更 1912年8月28日三等駆逐艦 1924年12月1日掃海艇編入 1928年7月6日廃駆逐艦第10号と仮称 |
| 除籍     | 1928年4月1日 |
| 廃船     | 1928年10月12日認許                                                                                              |
| 売却     | 1929年8月20日                                                                                                   |
| 性能諸元 | |
| 排水量   | 常備：381t 満載：450t                                                                                           |
| 全長     | 69.2メートル |
| 全幅     | 6.6メートル |
| 吃水     | 1.8メートル |
| 機関     | レシプロエンジン2基2軸、6,000hp                                                                                 |
| 最大速力 | 29ノット |
| 航続距離 | 11ノット/850カイリ                                                                                              |
| 乗員     | 70人 |
| 兵装     | 80mm（40口径）単装砲 2門 80mm（28口径）単装砲 4門 450mm魚雷発射管 2門                                           |

如月（きさらぎ）は、大日本帝国海軍の駆逐艦で、神風型駆逐艦 (初代)の4番艦である。同名艦に睦月型駆逐艦の「如月」があるため、こちらは「如月 (初代)」や「如月I」などと表記される。

## 艦歴
1904年（明治37年）9月10日、横須賀海軍工廠で起工。1905年（明治38年）2月15日、命名（製造番号第4号）。同年9月6日進水。同日附で駆逐艦に類別。同年10月19日、竣工。
第一次世界大戦では1917年（大正6年）、シンガポール方面の警備に従事。1918年（大正7年）1月21日、根岸沖で濃霧により宮島丸と衝突し損傷した。シベリア出兵時には沿海州の沿岸警備を行った。
1924年（大正13年）12月1日、掃海艇に編入。1928年（昭和3年）4月1日、除籍。同年7月6日『廃駆逐艦第10号』と仮称。調査の結果老朽化が進行していることが判明し、10月12日附で廃船認許。

## 艦長
※『日本海軍史』第9巻・第10巻の「将官履歴」及び『官報』に基づく。
艦長
- 横尾尚 大尉：1905年10月12日 - 12月12日

駆逐艦長
- 横尾尚 大尉：1905年12月12日 - 1906年1月25日
- 大谷幸四郎 大尉：1906年1月25日 - 3月8日
- 粟屋雅三 大尉：1906年3月8日 - 1907年9月28日
- 宮野好二 大尉：1907年9月28日 - 1908年4月20日
- （兼）角田貫三 大尉：1908年4月20日 - 7月31日
- （兼）末次綱吉 大尉：1908年7月31日 - 9月25日
- 渡辺玉樹 大尉：1908年9月25日 - 11月20日
- 鈴木八百蔵 大尉：1908年11月20日 - 1911年6月28日
- 石川清 大尉：1911年6月28日 - 1912年3月1日
- （兼）原完二 少佐：1912年3月1日 - 1912年5月22日
- 中村熊三 大尉：1912年5月22日 - 1913年12月1日
- 若山昇 大尉：1913年12月1日 - 不詳
- 尾本知 大尉：1914年9月16日 - 12月1日
- 高橋雄三郎 大尉：不詳 - 1916年12月1日
- 田川薫 少佐：1916年12月1日 - 1917年2月7日
- 江口喜八 大尉：1917年2月7日 - 12月1日[9]
- 高橋頴雄 大尉：1917年12月1日 - 12月15日
- 南雲忠一 大尉：1917年12月15日 - 1918年12月1日
- 斎藤二朗 大尉：1918年12月1日 - 1920年5月6日
- 佐藤立一 大尉：1920年5月6日[10] - 1921年2月10日[11]
- 金子豊吉 大尉：1921年2月10日 - 1922年12月10日
- 古橋亀一 大尉：1922年12月10日[12] - 1923年11月1日[13]
- 田村劉吉 大尉：1923年12月1日 - 1924年12月1日

掃海艇長
- 田村劉吉 大尉：1924年12月1日 - 1925年10月15日
- 渓口豪介 大尉：1925年10月15日[14] - 1926年8月1日[15]
- （兼）木村昌福 大尉：1926年8月1日 - 8月20日[16]
- 島津信夫 大尉：1926年8月20日[16] - 1926年12月1日[17]